# 戴傳李
戴傳李（1926年11月28日—2008年8月18日)，宜蘭縣人，影劇工作者（製片、排片人、電影發行商）。

## 青幼年時期
1926年（昭和元年）11月28日出生於宜蘭（日治－臺北州宜蘭市）。父戴旺枝，母蔣花。他是日治時期民族運動者蔣渭水的外甥，其姊蔣碧玉，妹戴芷芳。
戴傳李出生不久就搬到臺北。讀日新公學校（現日新國小），臺北二中（現成功中學），1944年（昭和19年）考進臺北高等學校（現臺灣師範大學）。戰後先入臺大醫學院，後轉系至法學院。1946年（昭和21年/民國35年），就讀臺大法學院的戴傳李經由吳克泰的介紹參加中國共產黨地下組織，負責組織臺大法學院的工作。同年一起在姐夫鐘浩東擔任校長的基隆中學擔任英文與數學教師。
1949年8月28日，戴傳李與許遠東等多名臺大法學院學生同時被逮捕，他被判「發交感訓」，到火燒島（綠島）管訓2年1月4日，1951年出獄。

## 電影事業
1952年（民國41年）在臺大師長的引介下進入地方戲劇協進會，負責修改戲碼劇本（薪金300元）。在會中認識蔡秋林、陳澄三、戚醒波等人。1958年（民國47年），在蔡秋林的鼓勵下，加入美都影業社擔任排片員，讓他在電影發行與製作工作上累積了豐富的經驗，並建立了一條北自基隆南達屏東的發行院線。1961年（民國50年），自行創業成立永新影業社，同時經營台語片的製片與發行。經常合作的導演有辛奇、邵羅輝等，以出品文藝片著稱。代表製片作品有《桃太郎》、《流浪三兄妹》、《尋母三千里》、《舊情綿綿》(1962)、《地獄新娘》(1965)、《悲戀關仔嶺》(1966)、《暗淡的月》(1967)、《危險的青春》(1969)等。同年因應電視臺與國語彩色片興起，致臺語片市場縮減與沒落。除公司出片量減少外，兼同好之製片商已片源抵押借錢，最終因資金短缺，已花費360萬拍攝的國語版《流浪三兄妹》，亦無資金可資沖印、拷貝發行。負債累累的結果，1980年（民國69年），結束相關事業（總計自營業以來，臺語片拍攝60餘部，國語片7部）。

## 作品

### 電影
演員：
1961年：
- 《桃太郎》

監製：
1967年：
- 《懷念的人》

製片：
1959年：
- 《英台拜墓》
- 《陳世美》
- 《孟麗君拖靴》

1960年：
- 《牛郎織女天河會》
- 《王金保合同記》

1961年：
- 《乞食與千金》
- 《劍龍小飛俠》
- 《王寶釧》

1962年：
- 《送君情淚》
- 《雙雄大鬧雙假面》
- 《舊情綿綿》
- 《金銀天狗》
- 《銀面小天狗》

1963年：
- 《流浪三兄妹》
- 《小按君》
- 《何日再相逢》
- 《尋母三千里》

1964年：
- 《三兄妹告御狀》
- 《三兄妹報父仇》
- 《第六號情報員》
- 《阿文哥》

1965年：
- 《飛賊》
- 《媽媽我思念你》
- 《心茫茫》
- 《做鬼也風流》
- 《覆面女金剛》
- 《地獄新娘》（The Bride Who Has Returned from Hell），導演：辛奇，演員：金玫、柯俊雄、歐威、柳青、戴佩珊、小惠、郭夜人、丁香[3]
- 《難忘的車站》
- 《煙雨濛濛》
- 《只愛你一人》

1966年：
- 《心心相印》
- 《浪淘沙》（英文：Song of the waves）
- 《難忘的愛人》
- 《文夏風雲兒》
- 《夢中的媽媽》
- 《魔鬼門徒》
- 《七歲逃犯》
- 《死光錶》
- 《悲戀關子嶺》
- 《冰點》

1967年：
- 《三八新娘憨子婿》
- 《流浪天使》
- 《賭命三劍客》
- 《南北歌王》
- 《難忘的大路》
- 《三聲無奈》
- 《走路新娘》
- 《暗淡的月》

1968年：
- 《尪親某親》
- 《大小善》
- 《三八阿花嫁阿西》
- 《危險的十七歲》
- 《杜財種花》
- 《一夜夫妻百日恩》
- 《日落西山》
- 《人財兩得》

1969年：
- 《阿西返外家》
- 《阿西好過年》
- 《永遠愛著你》
- 《真假阿西》
- 《燒肉粽》
- 《丈夫要出嫁》
- 《危險的青春》
- 《無三不成理》
- 《再見台北》
- 《阿西父子》

1970年：
- 《大愚俠》

1970	《再會十七歲》
1975年：
- 《愛的滋味》

1976年：
- 《日月童子》

1980年：
- 《流浪三兄妹》（國語版）

## 外部連結
1. ↑  呂芳上計劃主持，《戒嚴時期臺北地區政治案件相關人士口述歷史－白色恐怖事件查訪》（臺北市：北市文獻會，1999），頁116-123。
2. ↑  .   [2016-09-10]. （原始内容存档于2016-09-18）.
3. ↑  《地獄新娘》2018數位修復預告片 “The Bride Who Has Returned from Hell” digitally remastered Trailer （页面存档备份，存于）國家電影及視聽文化中心 2020-06-30